# تاجنو
تاجنو (به لهستانی:  Tadzino) یک روستا در لهستان است که در گمینا گنگوینو واقع شده‌است. تاجنو ۲۵۰ نفر جمعیت دارد.